# Claes Johanson
Claes Edvin Johanson (Hyssna, 4 novembre 1884 – Göteborg, 9 marzo 1949) è stato un lottatore svedese, specializzato nella lotta greco-romana.

## Biografia
Ai Giochi olimpici estivi di Stoccolma 1912 riuscì a qualificarsi al Round Finale del torneo dei pesi medi, dopo aver incontrato nei sette turni eliminatori nell'ordine l'austriaco Alois Totuschek, il finlandese Theodor Tirkkonen, il russo Aleksandr Severov e i finlandesi Fridolf Lundsten, Alppo Asikainen, August Jokinen. Vinse tutti gli incontri, tranne quello contro Alppo Asikainen, che si concluse con una sconfitta per passività attribuita dai giudici ad entrambi i lottatori.
Vinse il round finale senza lottare in nessuno dei due incontri programmati, infatti gli altri due atleti qualificati, Alfred Asikainen e Martin Klein, persero le forze nel primo incontro del triangolare, che durò 11 ore e 40 minuti, per un totale di 23 riprese, e decisero entrambi di non combattere contro di lui. Guadagnò così la medaglia d'oro.
Ai Giochi olimpici di Anversa 1920 si aggiudicò la medaglia d'oro nel torneo dei pesi massimi sconfiggendo il finlandese Edil Rosenqvist agli ottavi, i danesi Johannes Eriksen ed Axel Tetens, rispettivamente ai quarti ed in semifinale, e l'olandese Jan Sint in finale.

## Palmarès
- Giochi olimpici

Stoccolma 1912: oro nei pesi medi.
Anversa 1920: oro nei pesi medio-massimi.